# Der Reisende erster Klasse

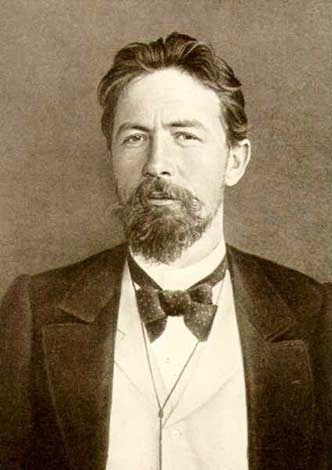
Anton Tschechow

Der Reisende erster Klasse (russisch Пассажир 1-го класса, Passaschir perwowo klassa) ist eine Kurzgeschichte des russischen Schriftstellers Anton Tschechow, die am 23. August 1886 in der Tageszeitung Nowoje wremja erschien. Zu Lebzeiten des Autors wurde der Text ins Bulgarische, Deutsche, Rumänische, Tschechische und Ungarische übersetzt.

## Inhalt
Der bejahrte Wirkliche Staatsrat Krikunow, ein verdienstvoller russischer Bauingenieur, plaudert nach gutem Essen und Trinken gern. Sein Visavis im Eisenbahnabteil erster Klasse, ebenfalls ein Herr im gesetzten Alter, ist zu dem Plausch bereit. Zunächst muss das Gegenüber lediglich zuhören: Krikunow – am Ende seiner Karriere angelangt – hat im Berufsleben etliche Brücken und Wasserleitungen gebaut, hat im Ausland gearbeitet und Artikel verfasst. Der Ingenieur fragt den lauschenden Gegenüber, ob ihm der Name Krikunow etwas sagt. Der Angesprochene muss verneinen.
Krikunow bespricht nun in seinem Monolog die Unbekanntheit verdienstvoller Persönlichkeiten in der Öffentlichkeit. Er setzt diese dabei in Relation zur sogenannten Prominenz. Da ist seine ehemalige Gefährtin, eine Halbweltdame; in der Gesellschaft als Sängerin bezeichnet. Dieses talentlose Geschöpf habe durch ihren Anputz und ihr Auftreten jederzeit die Aufmerksamkeit der Leute erregt. Zum Beispiel bei der feierlichen Eröffnung einer von Krikunows imposanten Brückenbauten habe sich kein Mensch um ihn geschert. Zwei junge Männer hätten aber jene kleine Sängerin begafft. Der eine hätte auf den Ingenieur mit den Worten gewiesen: „Das ist ihr Geliebter!“ Krikunow reiht ein Beispiel an das andere und schließt mit dem Schnellläufer King, von dem alle Welt spricht. „Eine Schweinerei ist das!“ erregt sich der Ingenieur.
Sein Gegenüber im Abteil schweigt und fragt darauf Krikunow nach dem Namen Puschkow. Der Ingenieur hat den Namen noch nie gehört. Das Gegenüber heißt Professor Puschkow, ist Mitglied der Akademie der Wissenschaften und seit dreißig Jahren Hochschullehrer.
Die beiden Reisenden erster Klasse lachen laut.

## Verfilmung
- 1998, Russland, VID-TV[4] und Tschechow-Kunsttheater Moskau: Tschechow und Company[5], Staffel 10 (russisch) von Sinowi Roisman[6], Dmitri Brusnikin[7] und Alexander Feklistow mit Sergei Jurski als Ingenieur Krikunow und Alexander Feklistow als Professor Puschkow.

## Verwendete Ausgabe
- Der Reisende erster Klasse. S. 196–204 in Gerhard Dick (Hrsg.) und Wolf Düwel (Hrsg.): Anton Tschechow: Das schwedische Zündholz. Kurzgeschichten und frühe Erzählungen. Deutsch von Wolf Düwel. 668 Seiten. Rütten & Loening, Berlin 1965 (1. Aufl.)[8]